# Saint-Pons-de-Mauchiens

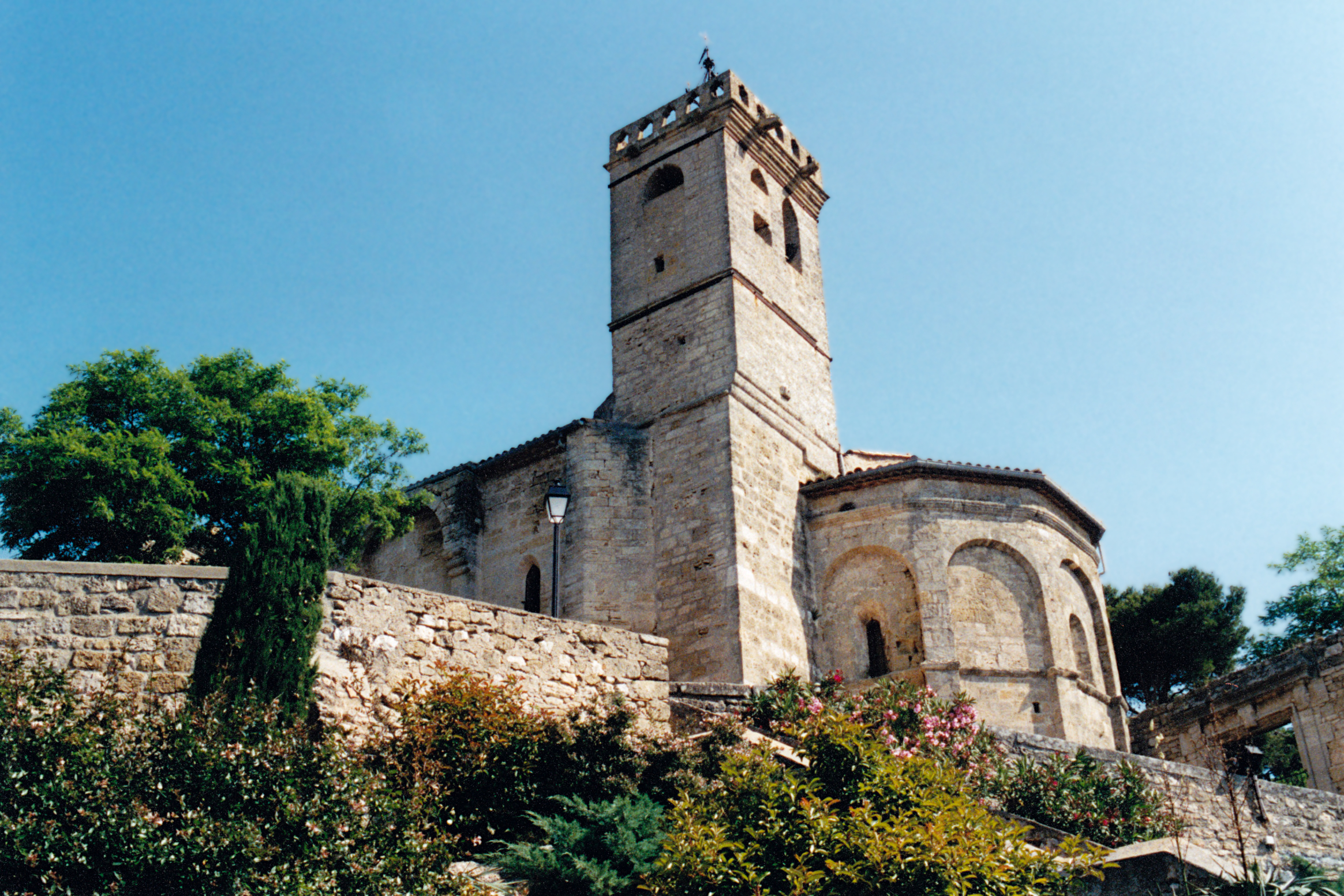
Kościół Najśw. Maryi Panny i św. Poncjusza w Saint-Pons-de-Mauchiens, 2002

Saint-Pons-de-Mauchiens – miejscowość i gmina we Francji, w regionie Oksytania, w departamencie Hérault.
Nazwa miejscowości pochodzi od imienia św. Poncjusza z Cimiez i pierwotnej nazwy Mauchins (w jęz. oksytańskim).
Według danych na rok 1990 gminę zamieszkiwało 399 osób, a gęstość zaludnienia wynosiła 29 osób/km² (wśród 1545 gmin Langwedocji-Roussillon Saint-Pons-de-Mauchiens plasuje się na 564. miejscu pod względem liczby ludności, natomiast pod względem powierzchni na miejscu 578.).

## Populacja

Populacja Saint-Pony-de-Mauchiens w latach 1962-2008